# Filaret Moskevský
Patriarcha Filaret (rusky Филарет, патриарх Московский, původním jménem Fjodor Nikitič Romanov / Фёдор Ники́тич Рома́нов, resp. Romanov-Jurjev, * asi 1553 nebo 1554, Moskva - 1. říjnajul./ 11. října 1633greg., Moskva) byl ruský šlechtic z rodu Romanovců, politický a církevní činitel v čase Smuty a v letech 1619 - 1633 patriarcha Moskvy a celé Rusi. Byl bratrancem cara Fjodora Ivanoviče a otcem prvního cara romanovské dynastie, Michaila Fjodoroviče.

## Život

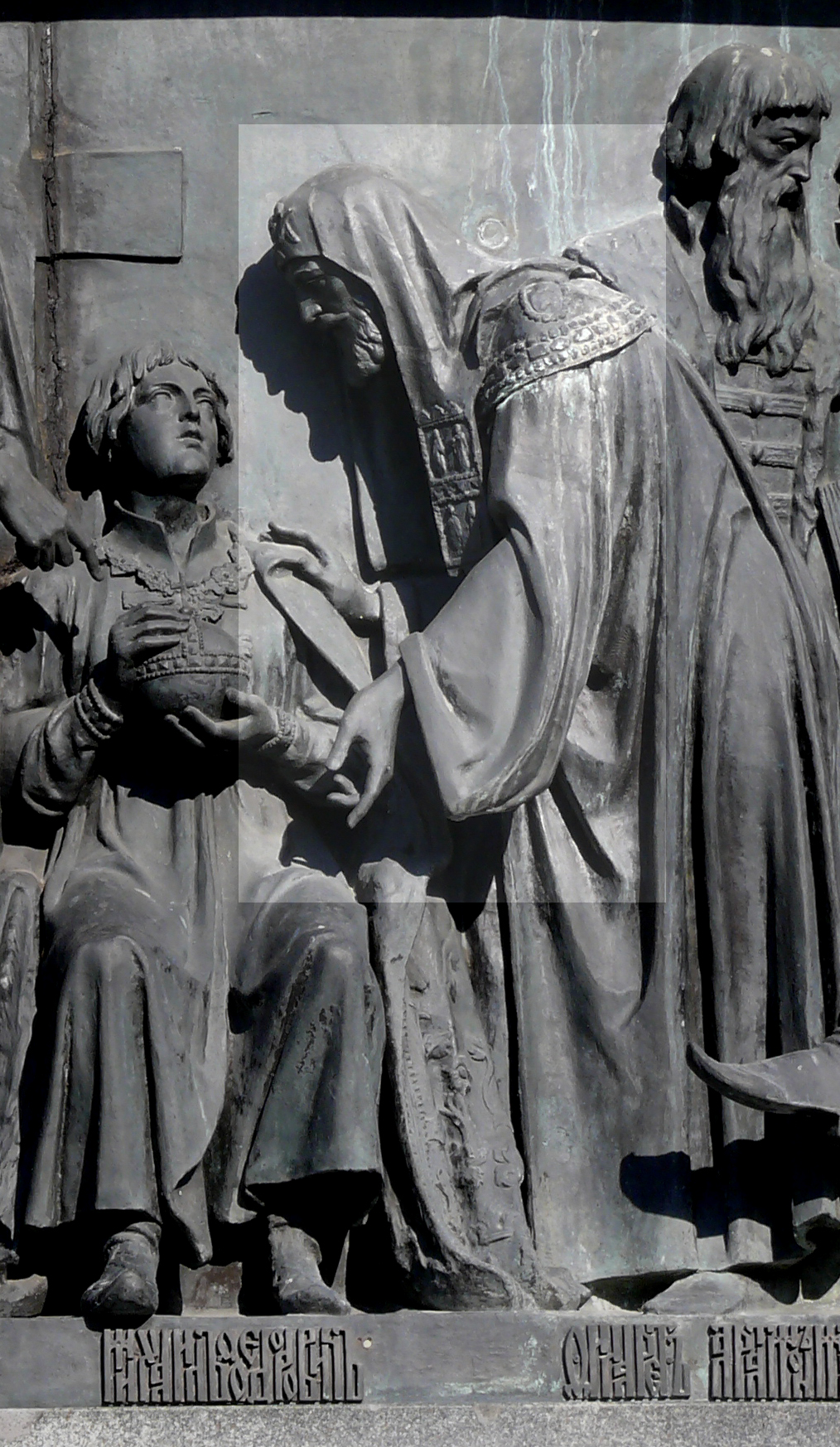
Filaret na Pomníku Tisíciletí Ruska ve Velikém Novgorodu

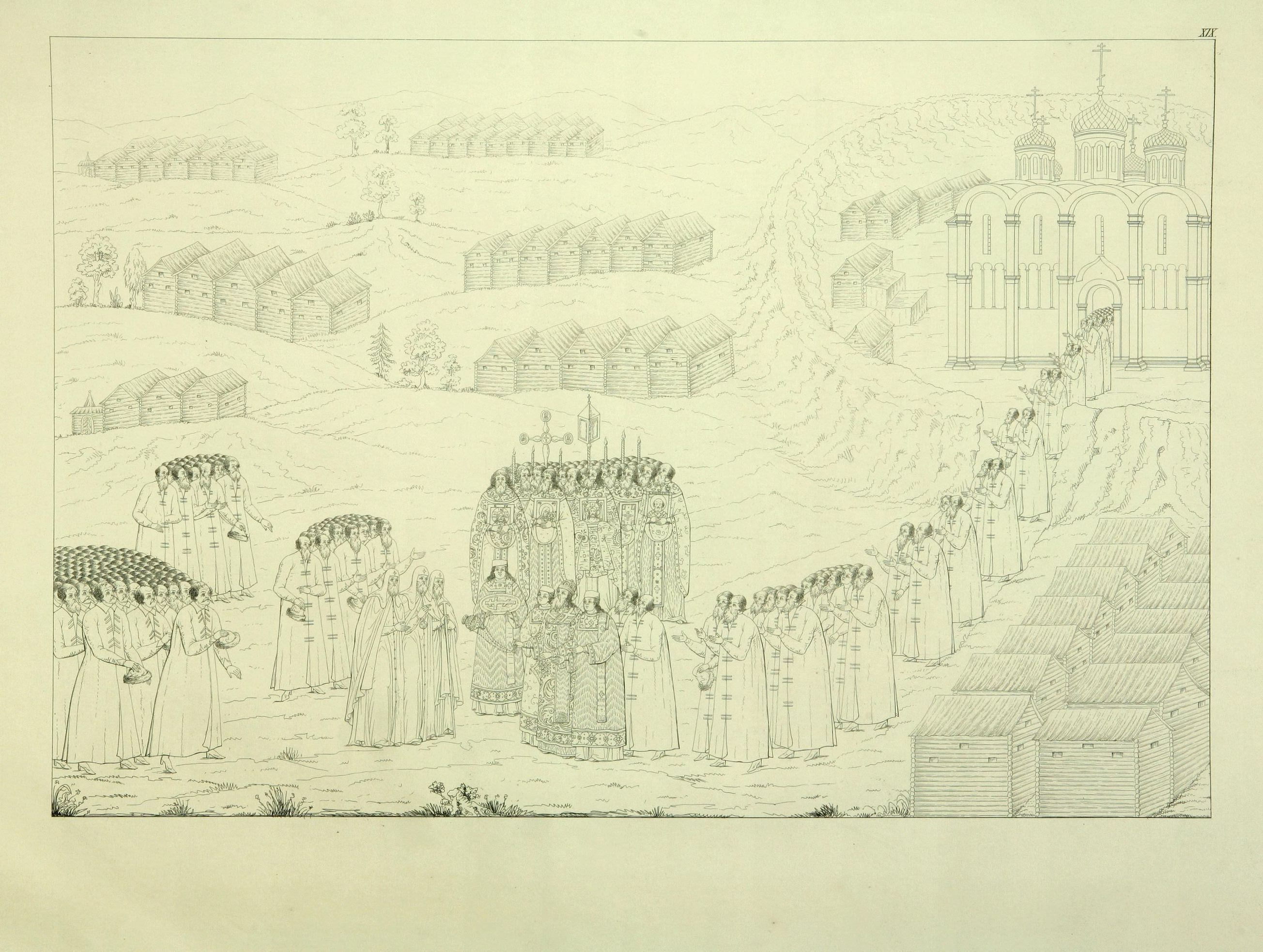
Setkání metropolity filareta ve Zvenigorodu s metropolitou Jonášem, Dmitrijem Trubeckým a okolničím Fjodorem Buturlinem. Miniatura z poloviny 17. století, vydaná v roce 1856.

Narodil se v Moskvě jako syn vlivného a váženého bojara Nikity Romanoviče Zacharina-Jurjeva a synovec carevny Anastázie Romanovny Zacharin-Jurjevové, první manželky cara Ivana Hrozného.
Jeho životní pouť bylo poznemenána množstvím velkých vzestupů a hlubokých pádů. Byl považován za možného soupeře Borise Godunova v boji o moc po smrti Fjodora Ivanoviče, což byl důvod pro jeho vyhnanství v roce 1601. Fjodor Nikitič a jeho manželka Xenija Ivanovna Šestovová byli násilně postřiženi jako mniši pod jmény Filaret a Marta, což je mělo zbavit práv na trůn. Ruským carem byl nakonec v roce 1613 zvolen jejich jediný žijící syn, Michail Fjodorovič. Jako otec panovníka byl až do konce života oficiálně jeho spoluvládcem. Používal titul „Velký panovník“ a zcela neobvyklou kombinaci mnišského jména „Filaret“ s patronymem „Nikitič“ a jako takový byl skutečným hybatelem moskevské politiky. Státní listiny té doby byly sepsány jménem cara a patriarchy.
V únoru 1585 se zúčastnil recepce v paláci litevského velvyslance Lva Sapiehy a v následujícím roce získal bojarskou hodnost a vykonával funkci gubernátora Nižního Novgorodu a v letech 1593-1594 je zmiňován jako pskovský gubernátor.
Čas smutku byl pro Filareta obdobím vzestupů a pádů: Lžidimitrij I. ho v roce 1605 jako „příbuzného“ nechal propustit z kláštera Antonije Sijského a jmenoval ho metropolitou rostovským. V této funkci zůstal i za Vasilije Šujského, než byl roku 1608 zajat a novým Lžidimitrijem II. opět jmenován patriarchou, tuto funkci však přijal pouze.
V roce 1610 byl znovu vysvobozen a brzy byl jmenován velvyslancem u polského krále Zikmunda III. Proti zvolení polského knížete Vladislava IV. králem nic nenamítal, ale požadoval, aby přestoupil k pravoslaví. Účastnil se jednání s Vladislavovým otcem, králem Zikmundem III. u Smolenska a odmítl podepsat konečnou verzi smlouvy připravenou polskou stranou, načež byl Poláky zajat.
1. června 1619 byl propuštěn ze zajetí na základě Děulinského příměří z roku 1618 a 24. června 1619 byl v Moskvě jeruzalémským patriarchou Theofanem III. slavnostně intronizován do hodnosti prvního moskevského patriarchy.

### Potomstvo
Fjodor Nikitič Romanov měl několik dětí, z nichž jen dvě se dožily dospělosti:
1. Taťána Fjodorovna († 4. listopadu 1612) - manželka knížete Ivana Michajloviče Katyreva-Rostovského
2. Boris († 20. listopadu 1592 v kojeneckém věku)
3. Nikita († 29. listopadu 1593 v dětstském věku)
4. Michail Fjodorovič (1596-1645), první ruský car z dynastie Romanovců
5. Lev († 22. září 1597 v dětstském věku)
6. Ivan († 7. června 1599 v kojeneckém věku).